# 牛深市立茂串小学校
牛深市立茂串小学校（うしぶかしりつもぐししょうがっこう）は熊本県牛深市（現・天草市）にあった公立小学校。

## 沿革
- 1882年（明治15年） - 湖東小学校、須口分教場、湖西小学校、茂串分教場設置
- 1887年（明治20年） - 湖西尋常小学校茂串分教場と改称
- 1891年（明治24年） - 尋常牛深小学校茂串出張所設置。
- 1900年（明治33年） - 茂串分教室設置
- 1906年（明治39年） - 牛深尋常小学校茂串分教場と改称
- 1908年（明治41年）- 牛深尋常高等小学校茂串分教場と改称
- 1935年（昭和10年） - 現在地へ移転
- 1941年（昭和16年）4月1日 - 国民学校令により、牛深国民学校茂串分教場と改称
- 1947年（昭和22年）4月1日 - 学制改革により、牛深町立牛深小学校茂串分校と改称
- 1954年（昭和29年）7月1日 - 牛深市立牛深小学校茂串分校と改称
- 1961年（昭和36年） - 牛深小学校から独立し、牛深市立茂串小学校開校
- 2005年（平成17年） - 牛深小学校へ統合

## 学校周辺
- 茂串湾